# Aksel Lindström
Karl Aksel Lindström, född 10 augusti 1904 i Lockne i Jämtland, död 29 maj 1962 på Frösön, var en svensk författare och konstnär.

## Biografi
Lindström föddes i byn Rossbol vid Locknesjön, där han växte upp på familjens bondgård med sin äldre bror Helge. Han utvandrade 1926 till USA, men kom tillbaka efter ett antal år, då han bland annat levt trapperliv i Alaska, och hans första romaner har teman från Alaska. Han arbetade också i USA som dekorationsmålare, skogshuggare och guldgrävare. Efter återkomsten till Sverige gifte sig Aksel Lindström 1932 med Ingeborg Oscarsson från Aspås, och paret bosatte sig där. Han skaffade även en "skrivarstuga" i närheten, vid Näversjön, några kilometer från byn.

### Författaren
Lindström debuterade med boken Grå grannar år 1946, som är en reseskildring från Alaska illustrerad med egna teckningar.
Därefter följde böcker med motiv från eskimåernas liv, som behandlar hur deras traditionella livsföring undergrävs av den västliga civilisationens livsstil och ekonomi. Samma tema har romanen Vilddjuret från 1949, men som utspelar sig bland samer.
Lindström har kallats "Jämtlands nationalförfattare" och skrev på 1950-talet en trilogi med handlingen förlagd till Frösön under vikingatiden, där kristendomens undanträngande av den gamla asatron är huvudtemat. Böckerna Den leende guden, Österhus brinner och Husfröjornas nycklar bildar ett slags krönika över vikingatiden i en sorts 1950-talsperspektiv; båda tidsperioderna var brytningstider.  Av hans senare böcker kan särskilt nämnas Vidundret, som handlar om Storsjöodjuret, och Rövaren med Arnljot Gelline som huvudperson. 
LT:s förlag gav ut nyutgåvor av hans verk i pocketform under 1970-talet. Den så kallade "Frösötrilogin", Den leende guden, Österhus brinner och Husfröjornas nycklar, utkom i nyutgåva 1997 på PM Bäckström förlag.

### Konstnären

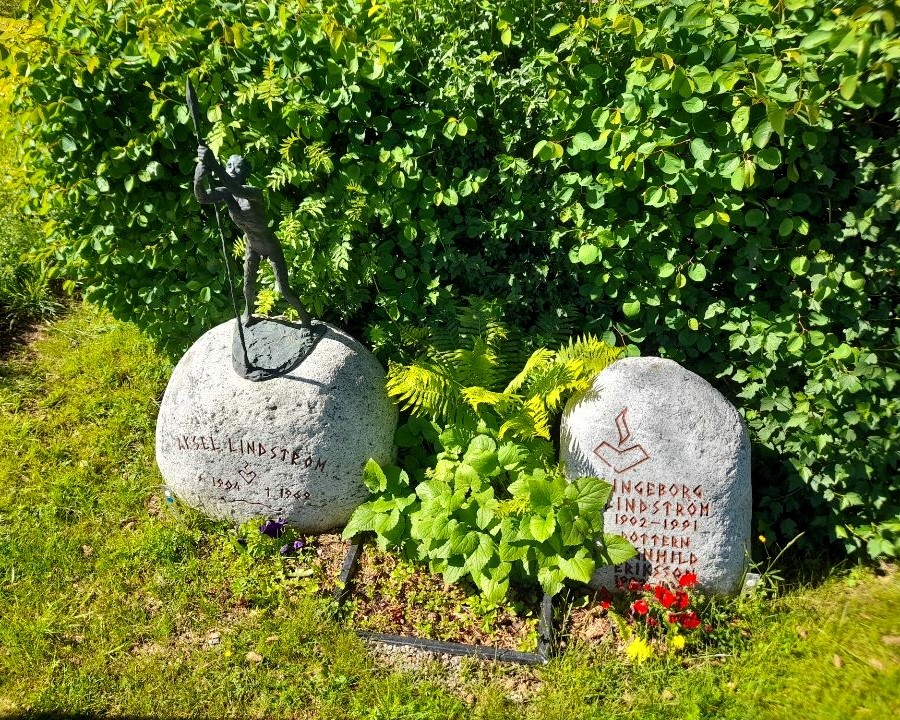
Aksel Lindströms familjegrav. (2024)

Lindström köpte 1955 den nergångna Frösö trivialskolas gamla lärarbostad från 1700-talet, en kilometer väster om Frösö kyrka, och med egna händer helrenoverade han det lilla huset. Hans ateljé fanns på övervåningen i huset bredvid, en större mangårdsbyggnad använd som förläggning under kriget.
Som bildkonstnär var Lindström verksam inom både måleri och skulptur. År 1987 anordnades en stor minnesutställning i Aspås där över 100 av hans verk visades. En minnesutställning med Aksel Lindströms konst visades även på Jamtli i Östersund under jubileumsåret 2004. Han är gravsatt på Frösö kyrkogård.

### Jämthunden
Jämthunden bedömdes från 1800-talets slut av Svenska Kennelklubben som en stor och otypisk gråhund. Aksel Lindström var den mest drivande av alla de som ville rädda jämthunden, och få den erkänd som en egen hundras. Detta lyckades år 1946 efter många års strid.

## Författarsällskap
Aksel Lindström-sällskapet bildades 1994 i Ås utanför Östersund, och antalet medlemmar är för närvarande omkring 250. Sällskapet deltar i många aktiviteter, bland annat i författarseminarier av olika slag, och stod även bakom nyutgivningarna av "Frösötrilogin" (1997) och "Vidundret" (1998). På bokmässan i Göteborg hade sällskapet egen monter 2004, när Torstens Jonssons biografi "Aksel Lindström – och hans tid" gavs ut. Sällskapets teatersektion uppförde "Österhus brinner" på Storsjöteatern i Östersund under början av 2000-talet, och utger sedan 1997 årsskriften Aksel .

## Priser och utmärkelser
- 1955 – Boklotteriets stipendiat
- 1958 – Landsbygdens författarstipendium
- 1960 – Tidningen Vi:s litteraturpris